# Colgate-Palmolive
Colgate-Palmolive Company (NYSE: CL) è una multinazionale statunitense che si occupa della produzione e della distribuzione di prodotti per la cura del corpo (saponi, doccia schiuma, sciampi, deodoranti, schiume da barba), per la pulizia della casa (detergenti liquidi, ammorbidenti, detersivi) e per l'igiene orale (dentifrici, collutori, spazzolini). Appartiene alla Colgate il marchio Hill's, che commercializza prodotti veterinari.
Recentemente Colgate ha acquistato la Gaba Enterprises.

## Storia
Nel 1806 William Colgate aprì uno stabilimento per la produzione di amido, sapone e candele presso la Dutch Street a New York, chiamando l'azienda "William Colgate & Company". Nel 1840 la compagnia cominciò a vendere sapone in barre dal peso uniforme. Nel 1857 William Colgate morì e l'azienda venne riorganizzata con il nome di "Colgate & Company" sotto l'amministrazione di Samuel Colgate figlio di William.

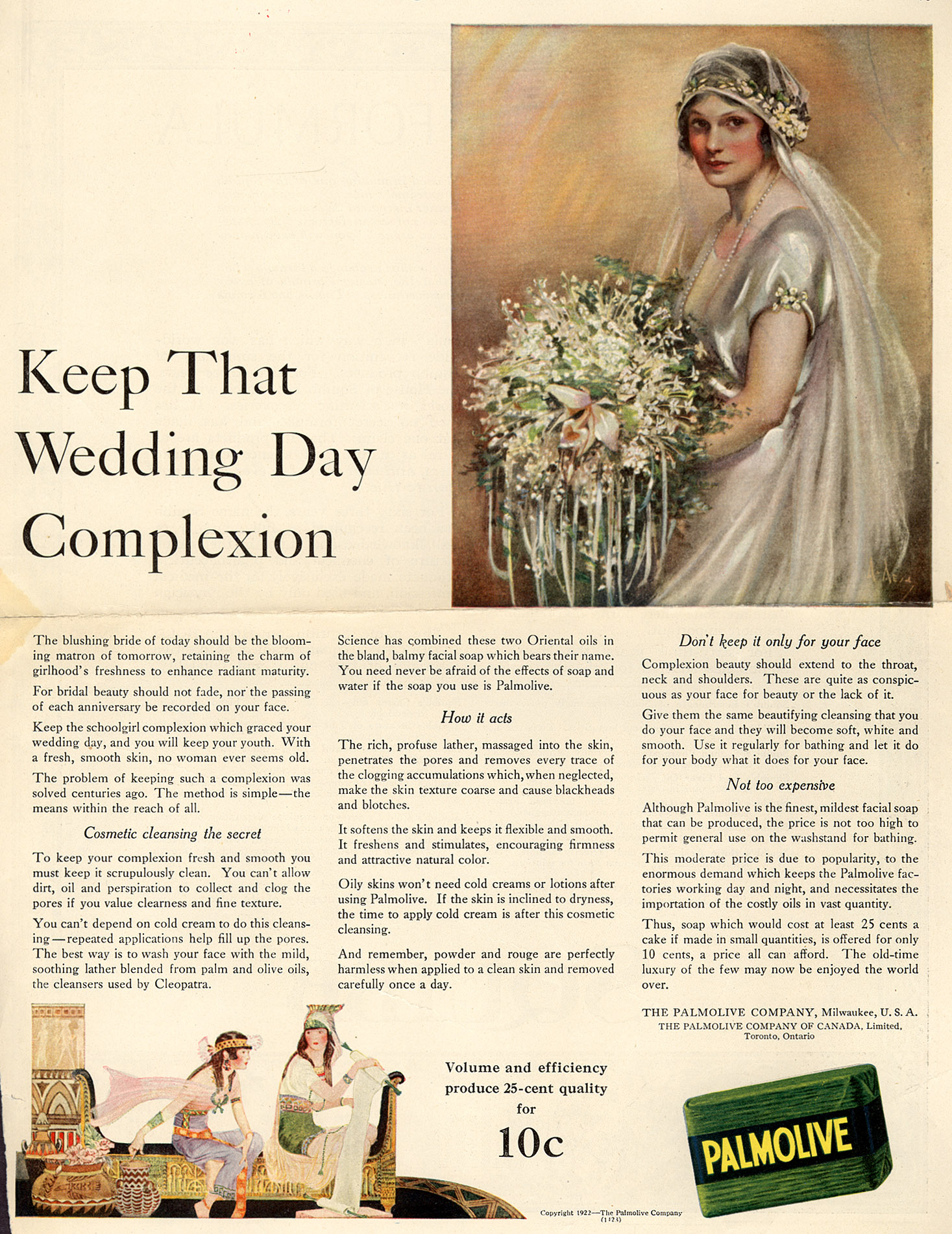
Una pubblicità dei prodotti Palmolive su un giornale femminile degli anni venti

Nel 1872 Colgate lanciò sul mercato il Cashmere Bouquet, un sapone profumato. Nel 1873 la compagnia ha introdotto il primo dentifricio in pasta, un dentifricio in pasta aromatica venduto in vasetti. Il primo dentifricio in pasta in tubi fu commercializzato nel 1908.
Negli Stati Uniti occidentali, la B.J. Johnson Company stava producendo un sapone dall'olio della palma e dall'olio di oliva. Il sapone era tanto popolare che la compagnia cambiò nome in Palmolive, fusione di palm e olive, ossia appunto le due materie prime contenute nel sapone.
Una compagnia del Kansas che produceva saponi chiamata Peet Brothers si unì alla Palmolive per trasformarsi in Palmolive-Peet. Nel 1928 Palmolive-Peet si è fusa con la Colgate Company per divenire la "Colgate-Palmolive-Peet Company". Successivamente, nel 1953 "Peet" è stato eliminato dal nome della compagnia che quindi diviene Colgate-Palmolive Company.
All'epoca delle prime trasmissioni televisive, la Colgate-Palmolive competeva con la Procter & Gamble come sponsor per le soap opera. Anche se l'azienda ha patrocinato molte trasmissioni del genere, divenne famosa per aver sponsorizzato la serie The Doctors. Henry Lesch del George fu il presidente, CEO e Chairman of the board di Colgate-Palmolive negli anni sessanta e negli anni settanta.
Grazie alla popolarità del dentifricio Colgate nelle Filippine, il termine "Colgate" è divenuto sinonimo di dentifricio. Questo è vero anche in molte altre parti del mondo. In India la gente spesso nei negozi domanda un dentifricio chiedendo: "Mi dia un colgate della marca xxx".

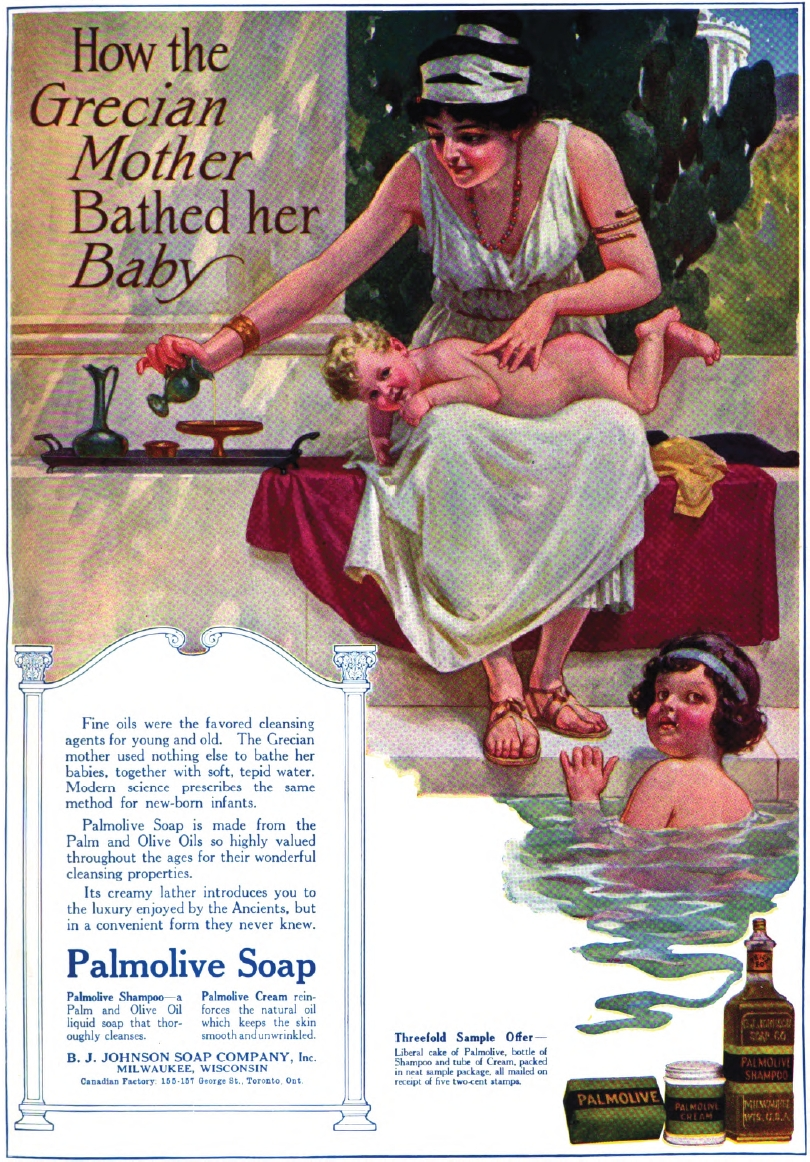
Rivista di annunci del 1915

Nonostante il nome Colgate della ditta corrisponda al cognome del suo fondatore (che è britannico, e quindi andrebbe letto in inglese), in Italia è più comune la pronuncia "Col-ga-te", che viene riportata in questa versione anche nelle campagne pubblicitarie televisive.
Nel 2006 Colgate-Palmolive ha acquisito la Tom's of Maine, un leader nella produzione di dentifricio in pasta naturale, per circa 100 milioni di dollari. Tom's of Maine è stato fondato da Tom Chappell nel 1970. Questo annuncio ha ricevuto sia elogi che critiche, con molti che si chiedono perché un'azienda con "una politica di nessuna prova sugli animali" si venderebbe ad un'azienda che fa talvolta test sugli animali.
Nel 2011 Colgate-Palmolive ha rilevato il brand Sanex da Unilever. L'acquisizione è stata confermata dalla Commissione Europea in giugno.

## Stabilimenti produttivi europei
- Siti maggiori:
  - Italia: Anzio, stabilimento costruito nel 1957.[4] Centro per la produzione dei prodotti per la cura del corpo
  - Francia: Compiègne, stabilimento costruito nel 1954. Centro per la produzione dei prodotti per la casa
  - Polonia: Świdnica, stabilimento costruito nel 2007. Nuovo centro per la produzione dei dentifrici
- Siti minori:
  - Francia: Rillieux
  - Grecia: Atene
  - Polonia: Halinów
  - Svizzera: Therwil
  - Germania: Lörrach

## Consiglio di amministrazione
I membri del consiglio d'amministrazione della Colgate-Palmolive sono: John T. Cahill, Jill Conway, Ronald E. Ferguson, Ellen Hancock, David W. Johnson, Richard Kogan, Delano Lewis, Reuben Mark, Elizabeth Monrad e Howard Wentz.

## Marchi
- Afta
- Ajax
- Colgate
- Crystal White Octagon
- Dermassage
- Elmex
- Fab
- Fabuloso
- Filorga
- Hill's Pet Nutrition
- Irish Spring
- Lacroix
- Lady Speed Stick
- Mennen
- Meridol
- Murphy Oil Soap
- NeutroBalance
- Palmolive
- Palmolive Douss Douss
- Sanex
- Science Diet
- Soflan
- Softsoap
- Soft&Gentle
- Soupline
- Speed Stick
- Suavitel
- SuperPop
- Tahiti
- Tom's of Maine